# Ōigawa-Hauptlinie
| Brücke über den Ōi |                   |                         |                         |
| Streckenlänge: | 39,5 km           |                         |                         |
| Spurweite: | 1067 mm (Kapspur) |                         |                         |
| Stromsystem: | 1500 V =          |                         |                         |
| Maximale Neigung: | 22,0 ‰            |                         |                         |
| Minimaler Radius: | 200 m             |                         |                         |
| Streckengeschwindigkeit: | 65 km/h           |                         |                         |
| Zweigleisigkeit: | nein              |                         |                         |
| |                   |                         |                         |
| Gesellschaft: | Ōigawa Tetsudō    |                         |                         |
| \| \| \| ↔ Tōkaidō-Hauptlinie \| \| \| \| 0,0 \| Kanaya (金谷) \| 1890– \| \| \| \| Ōshiro-gawa \| \| \| \| \| Depot Shin-Kanaya \| \| \| \| 2,3 \| Shin-Kanaya (新金谷) \| 1927– \| \| \| 3,8 \| Daikanchō (代官町) \| 1965– \| \| \| 4,3 \| Higiri (日切) \| 1985– \| \| \| 5,0 \| Goka (五和) \| 1927– \| \| \| \| Shin-Tōmei-Autobahn \| \| \| \| \| \| \| \| \| 6,3 \| Yokooka (横岡) \| 1927–1931 \| \| \| \| \| \| \| \| 9,8 \| Kamio (神尾) \| 1928– \| \| \| \| \| \| \| \| 12,3 \| Fukuyō (福用) \| 1929– \| \| \| \| \| \| \| \| 14,8 \| Owada (大和田) \| 1969– \| \| \| \| Ieyama-gawa \| \| \| \| 17,1 \| Ieyama (家山) \| 1929– \| \| \| \| \| \| \| \| 18,8 \| Nukuri (抜里) \| 1930– \| \| \| \| Ōi-gawa \| \| \| \| 20,0 \| Kawaneonsen-Sasamado \| Kawaneonsen-Sasamado \| \| \| \| (川根温泉笹間渡) \| 1930– \| \| \| \| Sasama-gawa \| \| \| \| \| (3 Tunnel) \| \| \| \| 22,9 \| Jina (地名) \| 1930– \| \| \| \| \| \| \| \| 24,3 \| Shiogō (塩郷) \| 1930– \| \| \| \| \| \| \| \| \| Shimoizumi-kawauchigawa \| \| \| \| 27,4 \| Shimoizumi (下泉) \| 1931– \| \| \| \| \| \| \| \| 31,0 \| Tanokuchi (田野口) \| 1931– \| \| \| \| \| \| \| \| 34,1 \| Suruga-Tokuyama \| Suruga-Tokuyama \| \| \| \| (駿河徳山) \| 1931– \| \| \| \| \| \| \| \| 36,1 \| Aobe (青部) \| 1931– \| \| \| \| Ōi-gawa \| \| \| \| 37,2 \| Sakidaira (崎平) \| 1931– \| \| \| \| Ōi-gawa \| \| \| \| \| \| \| \| \| \| Ōi-gawa \| \| \| \| 39,6 \| Senzu (千頭) \| 1931– \| \| \| \| ↓ Ikawa-Linie \| 1935– \| |                   |                         |                         |
| Abzweig quer und ehemals von links · Bahnhof quer |                   | ↔ Tōkaidō-Hauptlinie    | ↔ Tōkaidō-Hauptlinie    |
| Abzweig ehemals geradeaus und von links · Kopfbahnhof Streckenende und quer | 0,0               | Kanaya (金谷)           | 1890–                   |
| Brücke über Wasserlauf |                   | Ōshiro-gawa             | Ōshiro-gawa             |
| Strecke nach links · Abzweig geradeaus, von links und von rechts · Betriebsstelle Streckenende und quer |                   | Depot Shin-Kanaya       | Depot Shin-Kanaya       |
| Bahnhof | 2,3               | Shin-Kanaya (新金谷)    | 1927–                   |
| Haltepunkt / Haltestelle | 3,8               | Daikanchō (代官町)      | 1965–                   |
| Haltepunkt / Haltestelle | 4,3               | Higiri (日切)           | 1985–                   |
| Bahnhof | 5,0               | Goka (五和)             | 1927–                   |
| |                   | Shin-Tōmei-Autobahn     |                         |
| |                   |                         |                         |
| Kopfbahnhof Streckenende (Strecke außer Betrieb) · Strecke | 6,3               | Yokooka (横岡)          | 1927–1931               |
| Tunnel |                   |                         |                         |
| Bahnhof | 9,8               | Kamio (神尾)            | 1928–                   |
| Tunnel |                   |                         |                         |
| Bahnhof | 12,3              | Fukuyō (福用)           | 1929–                   |
| Tunnel |                   |                         |                         |
| Haltepunkt / Haltestelle | 14,8              | Owada (大和田)          | 1969–                   |
| Brücke über Wasserlauf |                   | Ieyama-gawa             | Ieyama-gawa             |
| Bahnhof | 17,1              | Ieyama (家山)           | 1929–                   |
| Tunnel |                   |                         |                         |
| Haltepunkt / Haltestelle | 18,8              | Nukuri (抜里)           | 1930–                   |
| Brücke über Wasserlauf |                   | Ōi-gawa                 | Ōi-gawa                 |
| Haltepunkt / Haltestelle | 20,0              | Kawaneonsen-Sasamado    | Kawaneonsen-Sasamado    |
| Strecke |                   | (川根温泉笹間渡)        | 1930–                   |
| Brücke über Wasserlauf |                   | Sasama-gawa             | Sasama-gawa             |
| Tunnel |                   | (3 Tunnel)              | (3 Tunnel)              |
| Bahnhof | 22,9              | Jina (地名)             | 1930–                   |
| Tunnel |                   |                         |                         |
| Haltepunkt / Haltestelle | 24,3              | Shiogō (塩郷)           | 1930–                   |
| Tunnel |                   |                         |                         |
| Brücke über Wasserlauf |                   | Shimoizumi-kawauchigawa | Shimoizumi-kawauchigawa |
| Bahnhof | 27,4              | Shimoizumi (下泉)       | 1931–                   |
| Tunnel |                   |                         |                         |
| Haltepunkt / Haltestelle | 31,0              | Tanokuchi (田野口)      | 1931–                   |
| Tunnel |                   |                         |                         |
| Bahnhof | 34,1              | Suruga-Tokuyama         | Suruga-Tokuyama         |
| Strecke |                   | (駿河徳山)              | 1931–                   |
| Tunnel |                   |                         |                         |
| Haltepunkt / Haltestelle | 36,1              | Aobe (青部)             | 1931–                   |
| Brücke über Wasserlauf |                   | Ōi-gawa                 | Ōi-gawa                 |
| Haltepunkt / Haltestelle | 37,2              | Sakidaira (崎平)        | 1931–                   |
| Brücke über Wasserlauf |                   | Ōi-gawa                 | Ōi-gawa                 |
| Tunnel |                   |                         |                         |
| Brücke über Wasserlauf |                   | Ōi-gawa                 | Ōi-gawa                 |
| | 39,6              | Senzu (千頭)            | 1931–                   |
| Strecke |                   | ↓ Ikawa-Linie           | 1935–                   |

Die Ōigawa-Hauptlinie (jap. 大井川本線, Ōigawa-honsen) ist eine Eisenbahnstrecke auf der japanischen Insel Honshū, die von der Bahngesellschaft Ōigawa Tetsudō (auch Daitetsu genannt) betrieben wird. Sie erschließt den mittleren Teil des Ōi-Tals in der Präfektur Shizuoka. Ursprünglich als Zubringer zu den Baustellen verschiedener Talsperren und Wasserkraftwerke errichtet, ist sie heute vor allem für den touristischen Ausflugsverkehr von Bedeutung. Die Ōigawa-Hauptlinie ist Japans einzige Bahnstrecke, auf der das ganze Jahr über Sonderfahrten mit historischen Fahrzeugen angeboten werden.

## Beschreibung
Die in Kapspur (1067 mm) verlegte Ōigawa-Hauptlinie ist 39,5 km lang und mit 1500 V Gleichstrom elektrifiziert. Sie bedient 19 Bahnhöfe und Haltestellen, die Höchstgeschwindigkeit beträgt 65 km/h. Auf der eingleisigen Strecke sind Zugkreuzungen an acht Zwischenstationen möglich. Vom Bahnhof Kanaya aus verläuft die Strecke zunächst rund einen Kilometer weit ostwärts parallel zur Tōkaidō-Hauptlinie, um dann in einem weiten Bogen nach Norden abzubiegen. Betrieblicher Mittelpunkt ist der nachfolgende Bahnhof Shin-Kanaya mit angeschlossenem Betriebswerk und Museum. Durch gebirgiges Gelände führt die tunnelreiche Strecke anschließend dem Ōi entlang und quert diesen Fluss insgesamt viermal. Sie endet im Senzu, wo sich die Abstellanlage befindet und auf die Ikawa-Linie umgestiegen werden kann.

## Betrieb
Im Regionalverkehr fahren täglich neun Zugpaare von Kanaya nach Senzu und zurück. Zu diesem Zweck werden elektrische Triebwagen eingesetzt. Weitere Züge verkehren von Kanaya zum nachfolgenden Bahnhof Shin-Kanaya. Diese stellen eine Verbindung zu den Sonderzügen mit historischen Fahrzeugen her, die von dort bis Senzu und zurück fahren. Unterwegs halten sie nur an den Bahnhöfen Ieyama und Shimoizumi. Für die Sonderzüge, die das ganze Jahr über täglich ein- bis dreimal verkehren, ist eine Sitzplatzreservation erforderlich.
Auf keiner anderen Bahnlinie in Japan gibt es ein derart gut ausgebautes Angebot an Nostalgiefahrten, weshalb die Ōigawa-Hauptlinie ein beliebtes Reiseziel für Bahnenthusiasten und Fotografen ist. Tatsächlich erzielt die Bahngesellschaft 90 % ihres Umsatzes mit solchen Angeboten. Um mehr Familien mit kleinen Kindern als Kunden zu gewinnen, ist seit 2014 eine der betriebsfähigen Dampflokomotiven im Stil der Hauptfigur der in Japan beliebten Kinderbuchreihe „Thomas, die kleine Lokomotive“ (engl. Thomas the Tank Engine) verziert.
Aufgrund des nostalgischen Flairs und der reizvollen Landschaft dienen die Ōigawa-Hauptlinie, die darauf verkehrenden Züge und mehrere Bahnhöfe oft als Kulisse für Film- und Fernsehproduktionen – vor allem, wenn die Handlung in der Vorkriegszeit angesiedelt ist.

## Fahrzeuge
Die Daitetsu erwarb über die Jahrzehnte zahlreiche historische Dampflokomotiven, Elektrolokomotiven, Triebwagen und Personenwagen, um sie entweder in betriebsfähigen Zustand zu erhalten oder in ihrem Museum im Bahnhof Shin-Kanaya auszustellen.

### Dampflokomotiven
- Älteste Dampflokomotive im Besitz der Daitetsu ist die im Jahr 1930 von Kawasaki Sharyō erbaute Nr. 8 der Baureihe C10. Sie war zuletzt 1961 in Aizu-Wakamatsu im Einsatz und verkehrt seit 1997 auf der Ōigawa-Hauptlinie. Die 12,65 m lange Lokomotive wiegt 69,7 Tonnen und ist das einzige erhalten gebliebene Exemplar dieser Baureihe.[7]
- Von der Baureihe C11 besitzt die Daitetsu zwei Exemplare, ebenfalls von Kawasaki Sharyō hergestellt. Sie sind 12,65 lang, wiegen 66,05 Tonnen und sind bis zu 85 km/h schnell. Während die 1940 erbaute Nr. 190 im Jahr 2001 zur Daitetsu kam, bildete die drei Jahre später entstandene Nr. 227 im Jahr 1975 den Grundstock für die Fahrzeugsammlung.[8][9]
- Nr. 44 der Baureihe C56, erbaut 1936 von Mitsubishi, war zuerst auf Hokkaidō im Einsatz, später während des Pazifikkriegs in Thailand. Unbeschädigt geblieben, wurde sie 1979 nach Japan zurückgebracht. Die Lokomotive ist 14,325 m lang und wiegt 37,63 Tonnen, der dazu gehörende Schlepptender 27,9 Tonnen.[10]
- Zurzeit (2019) außer Betrieb ist Nr. 164 der Baureihe C12, erbaut 1937 von Nippon Sharyō. Ihre Länge beträgt 11,35 m, ihr Gewicht 50,0 Tonnen.[11]

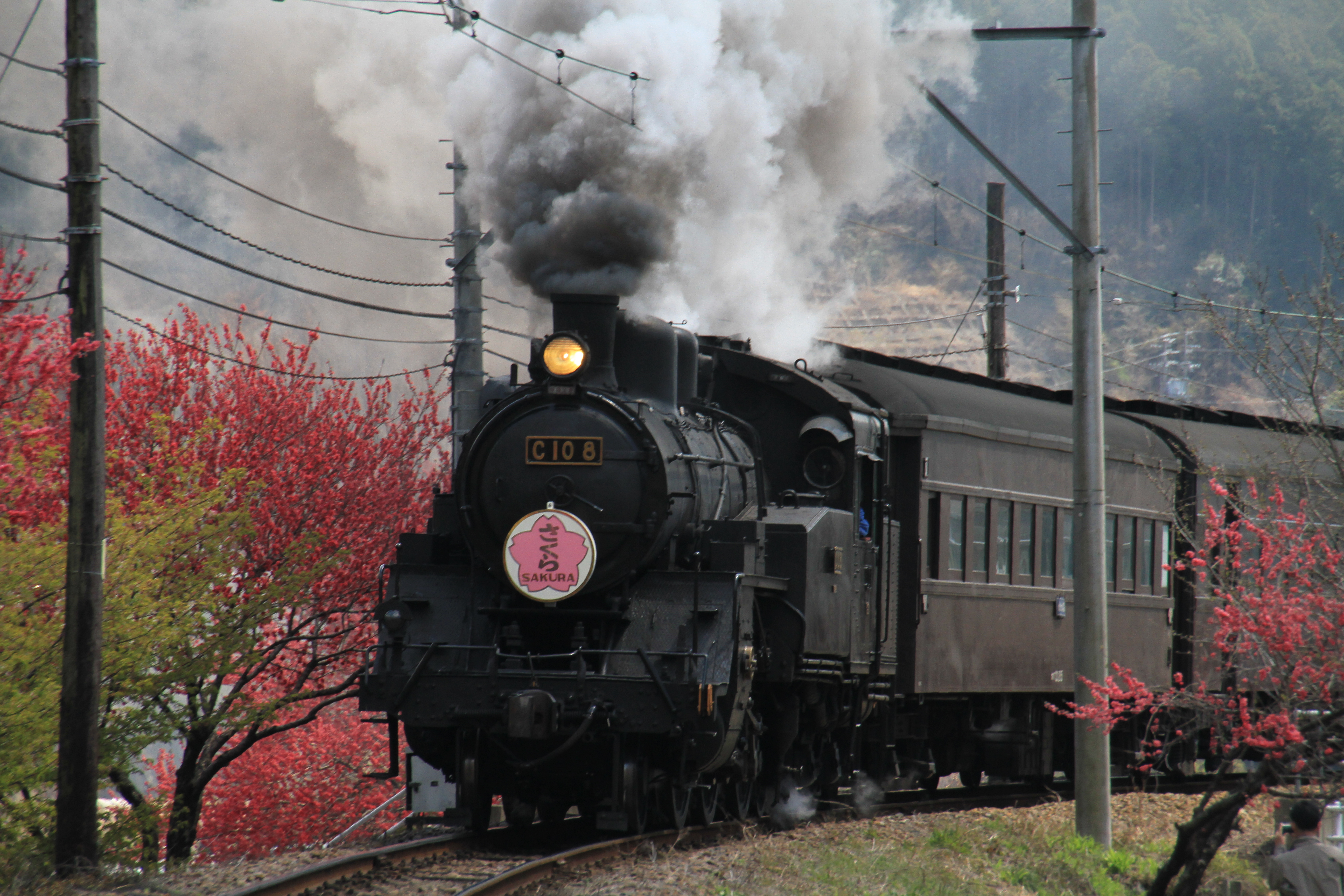
C10, Nr. 8
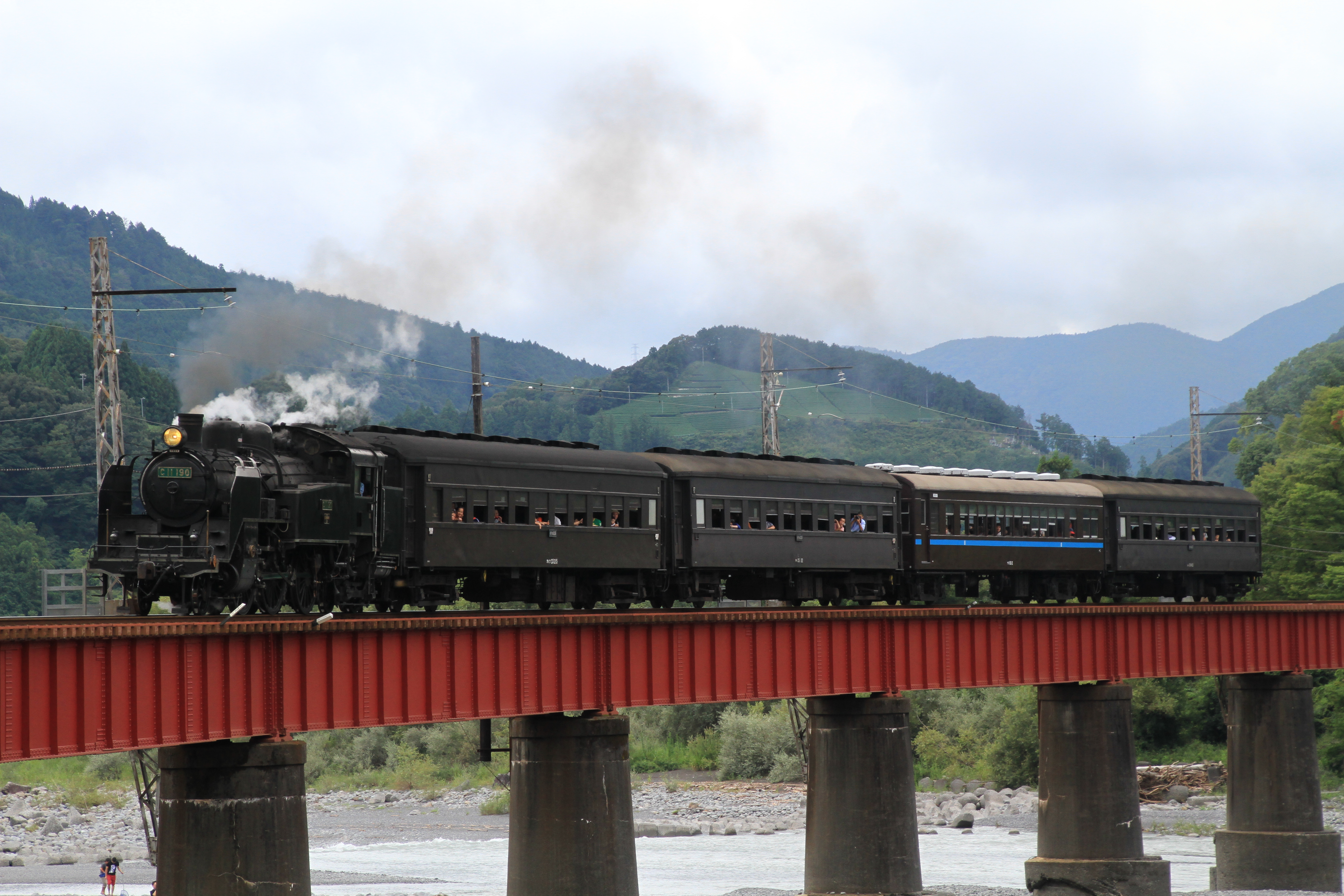
C11, Nr. 190
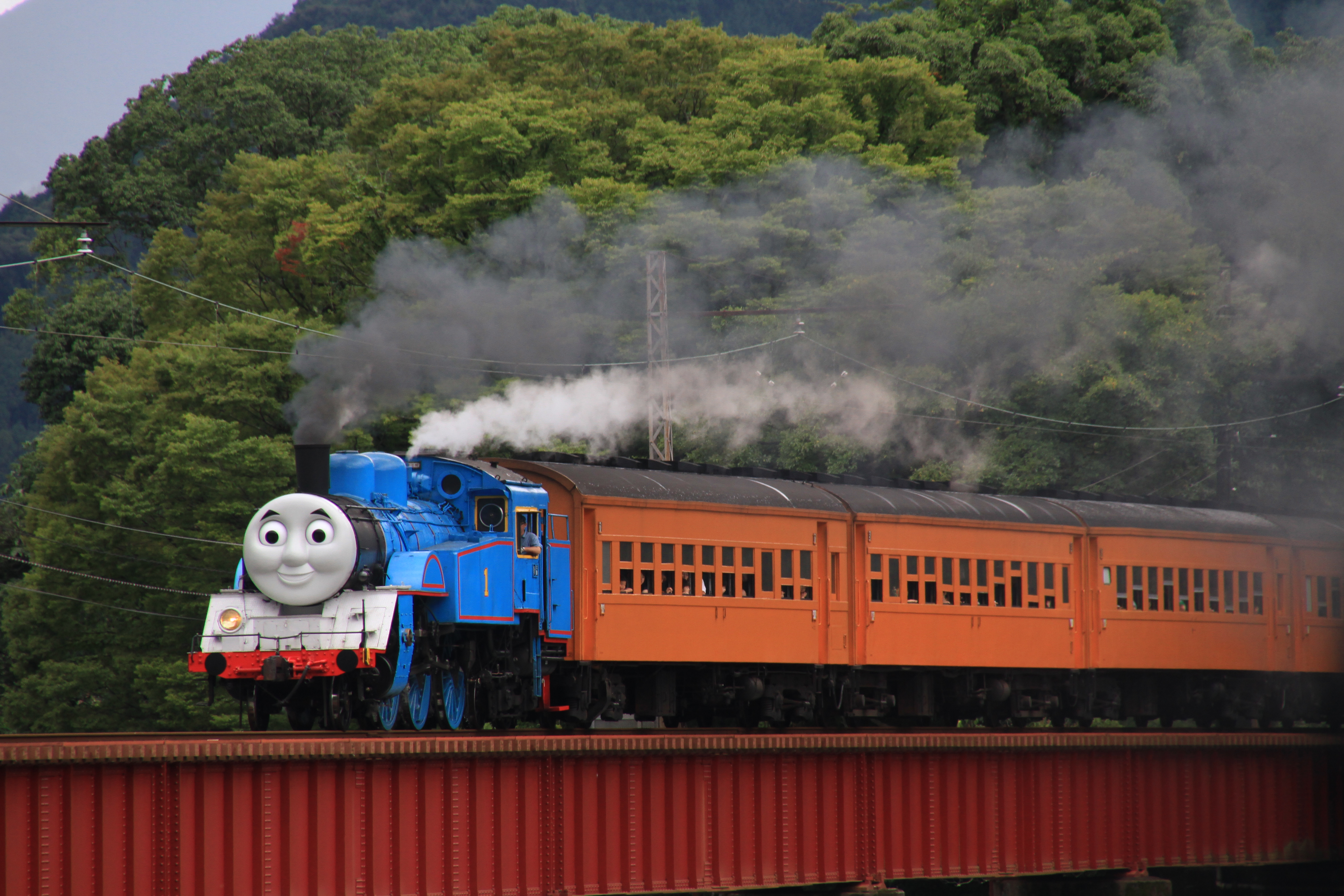
C11, Nr. 227 mit Verzierung
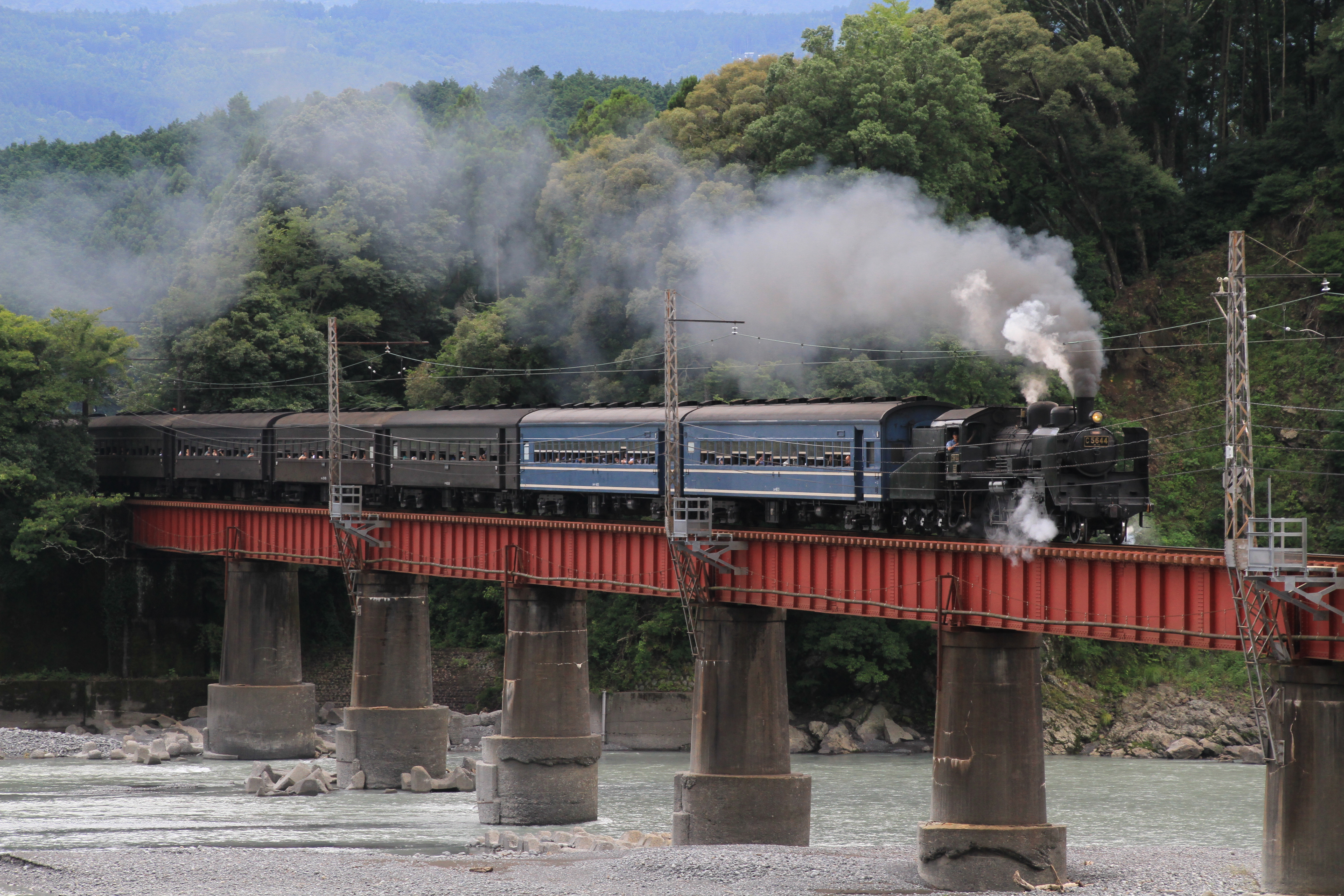
C56, Nr. 44
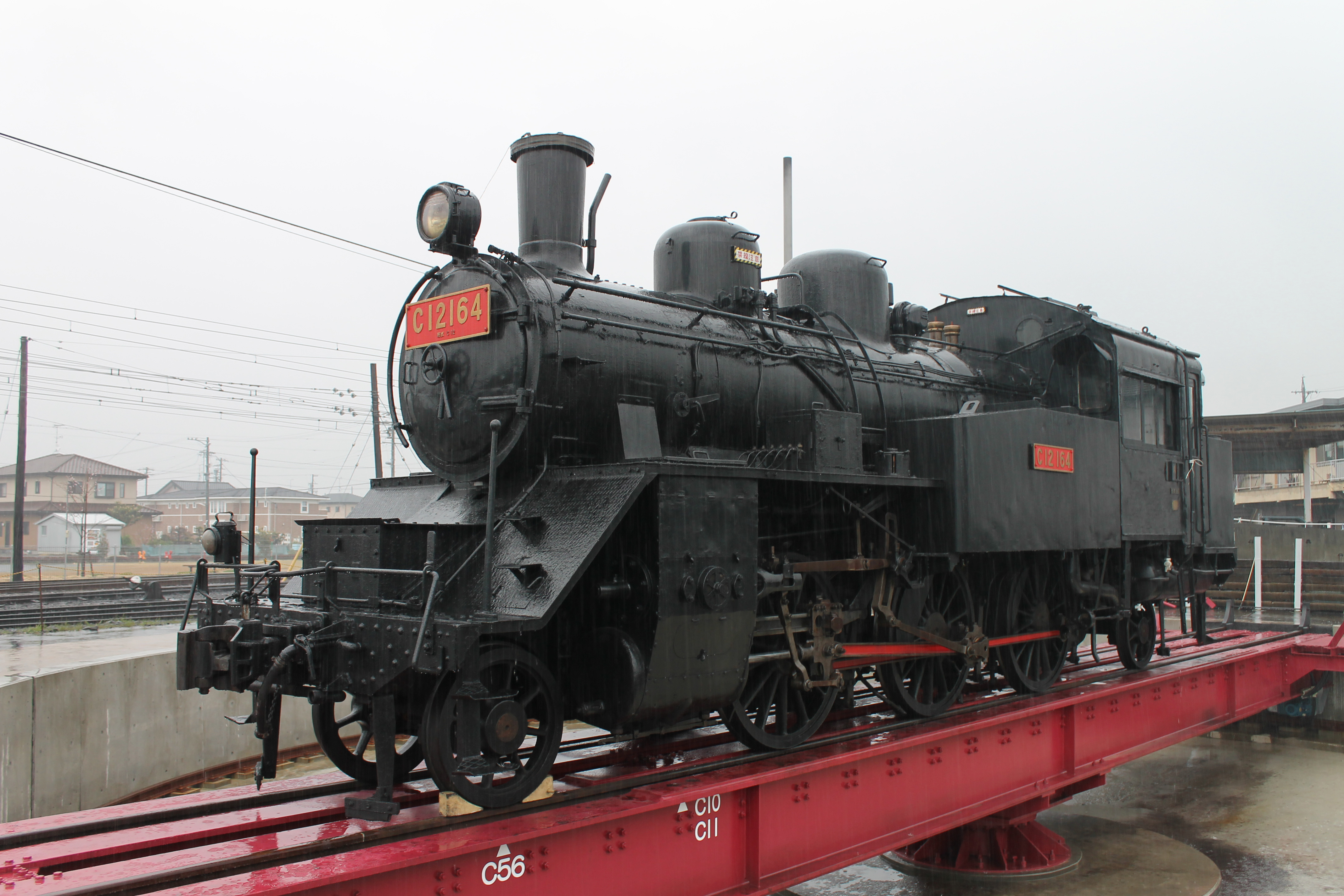
C12, Nr. 164 auf Drehscheibe

### Triebzüge
- Für den nicht-touristischen Regionalverkehr setzt die Daitetsu in der Regel drei elektrische Triebzüge der Baureihe 16000 ein, bestehend aus einem fest gekuppelten Triebwagen und einem nichtmotorisierten Steuerwagen. 1965 von Kinki Sharyō gefertigt, waren sie auf dem Streckennetz der Bahngesellschaft Kintetsu in der Region um Osaka im Einsatz und verkehren seit 1998 auf der Ōigawa-Hauptlinie. Ein Wagen ist 20,5 m lang, wobei der Triebwagen 42 Tonnen und der Steuerwagen 34 Tonnen wiegt.[12]
- Die beiden Triebzüge der Baureihe 21000 bestehen aus zwei fest gekuppelten Triebwagen mit einer Länge von 17,725 und einem Gewicht von 37 Tonnen. Sie entstanden 1958 bei Teikoku Sharyō für die südlich von Osaka tätige Bahngesellschaft Nankai Denki Tetsudō.[13]
- Ebenfalls aus zwei fest gekuppelten Triebwagen zusammengesetzt ist ein Triebzug der Baureihe 7200. Die Tōkyū Dentetsu baute sie in ihrem eigenen Betrieb für den Einsatz im Großraum Tokio. Ab 2000 im Besitz der Towada Kankō Dentetsu, kamen die 17 m langen Wagen zwölf Jahre später zur Daitetsu.[14]
- Zurzeit (2019) außer Betrieb ist der aus je einem Trieb- und Steuerwagen zusammengesetzte Triebzug der Baureihe 3000. Im Jahr 1971 von Kawasaki Sharyō für die Bahngesellschaft Keihan Denki Tetsudō gefertigt, war er als Schnellzug zwischen Osaka und Kyōto im Einsatz. Jeweils 18,7 m lang, wiegt der Triebwagen 35 Tonnen und der Steuerwagen 34 Tonnen.[15]

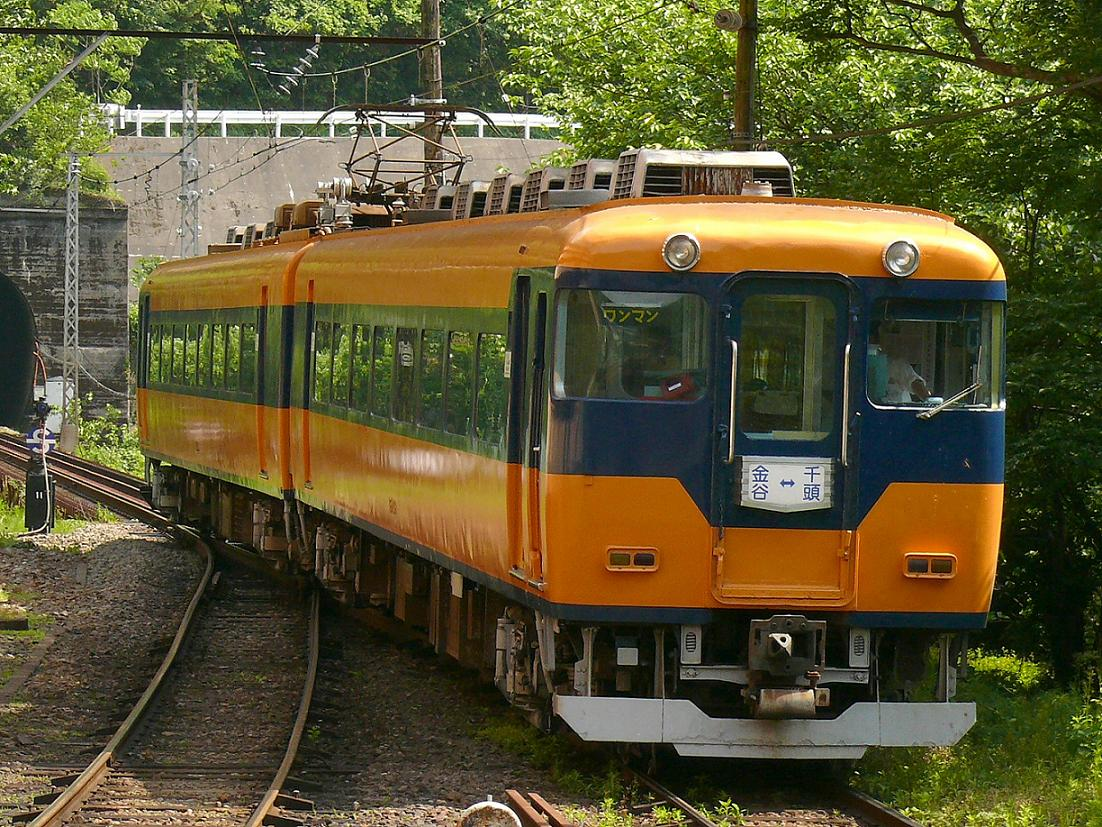
Baureihe 16000
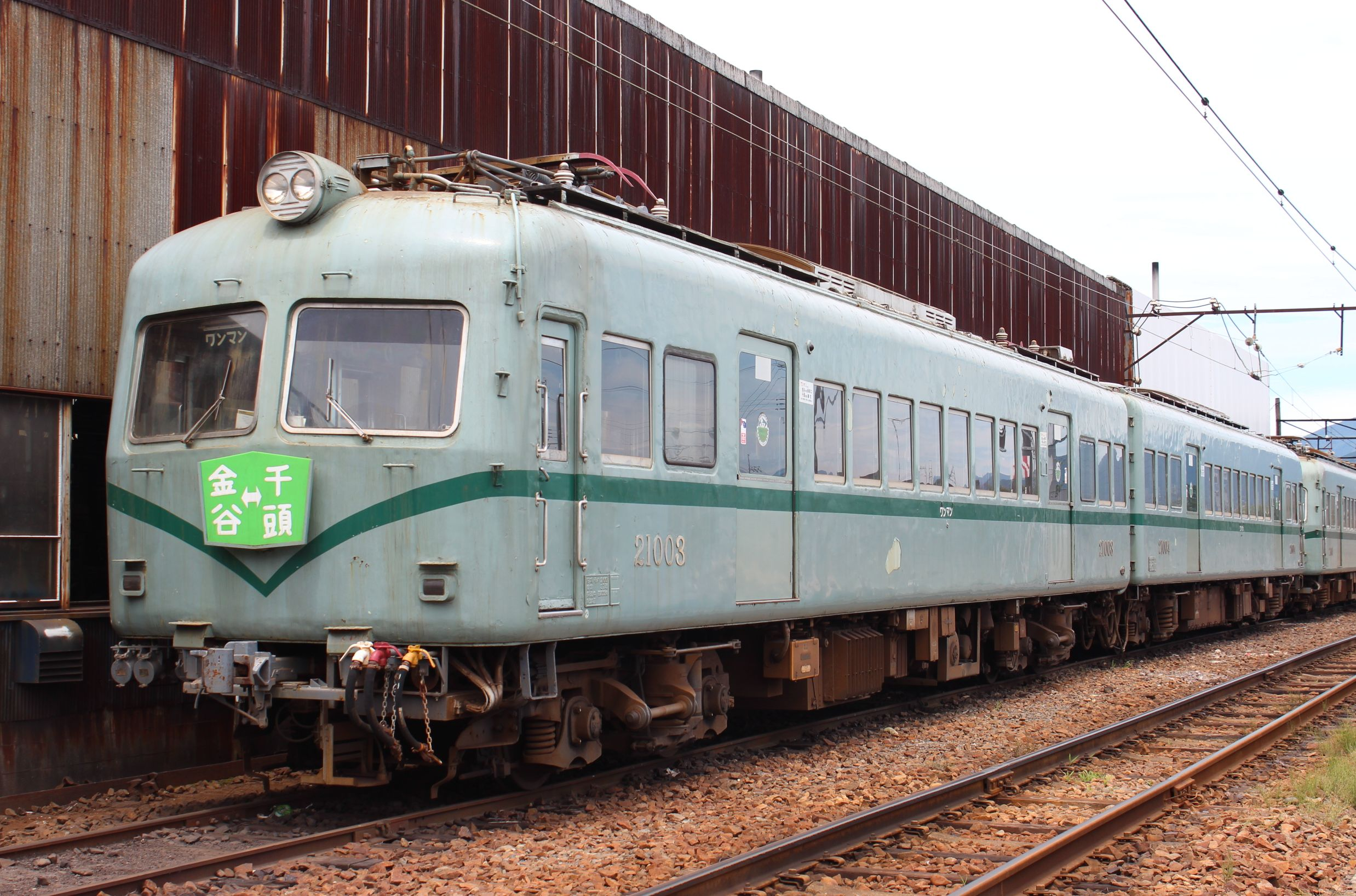
Baureihe 21000
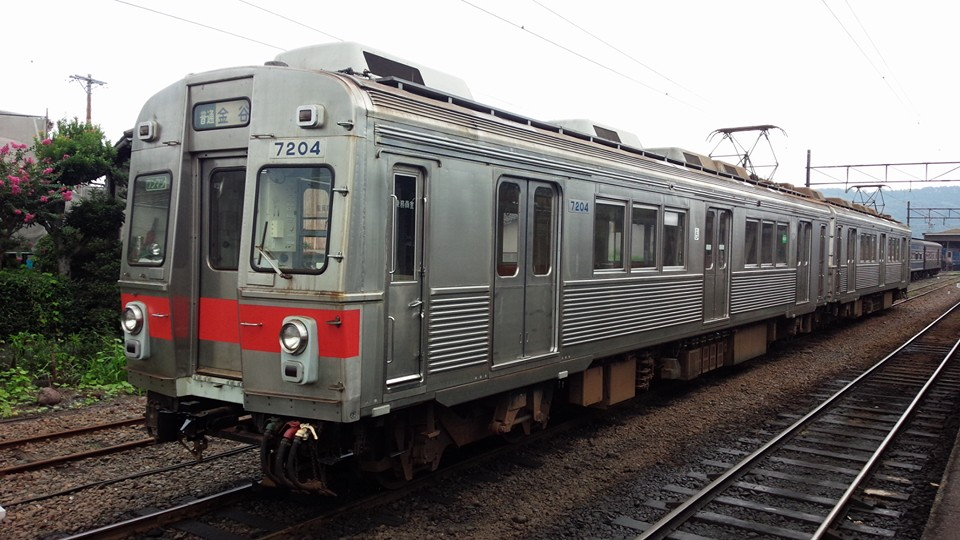
Baureihe 7200
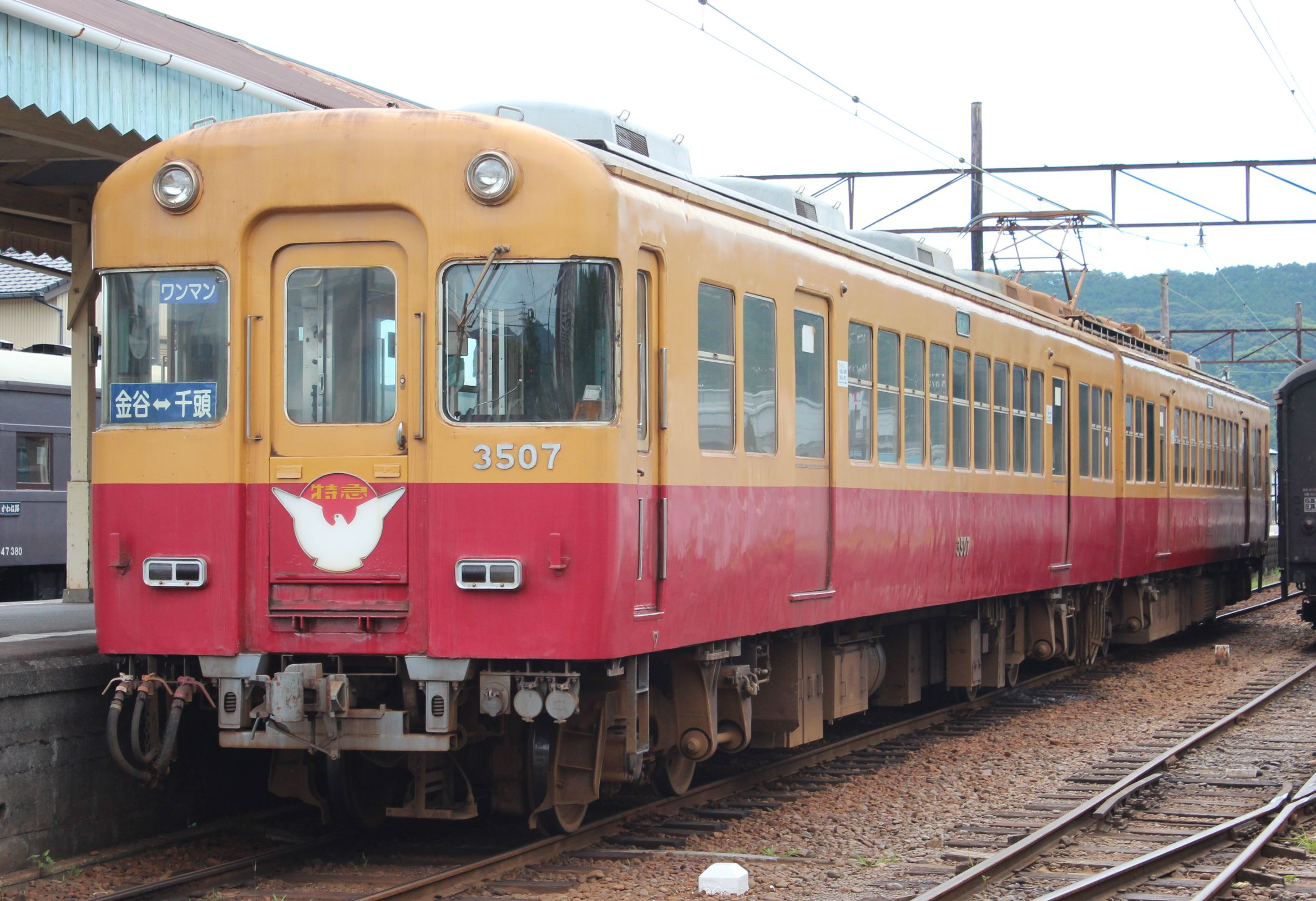
Baureihe 3000

### Elektrolokomotiven
- Die Baureihe E10 ist mit Exemplaren vertreten (Nr. 1 und 2). Mitsubishi Electric fertigte beide im Jahr 1949 für die Daitetsu, um Güterzüge auf der soeben elektrifizierten Ōigawa-Hauptlinie zu ziehen. Heute werden sie für Rangieraufgaben eingesetzt. Sie sind 12,8 m lang und wiegen 48 Tonnen.[16]
- ED500 ist eine im Jahr 1956 von Hitachi gefertigte Lokomotive, die seit 2000 bei der Daitetsu ist. Sie stand bei einer Zementfabrik in Ibuki im Einsatz, ebenso beim Bau des Flughafens Chūbu. Die Länge beträgt 12,64 m, das Gewicht 50 Tonnen.[17]

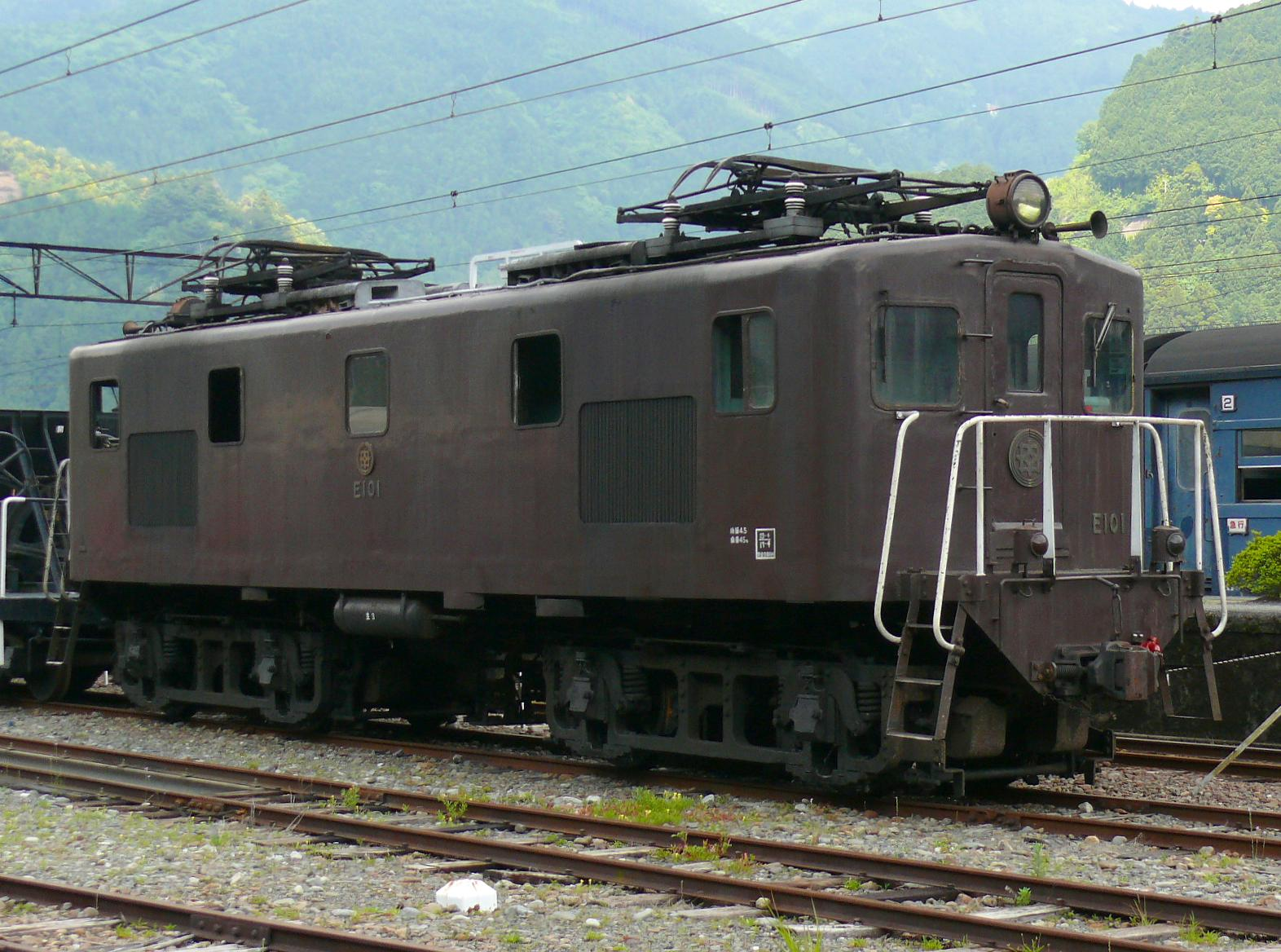
E10, Nr. 2
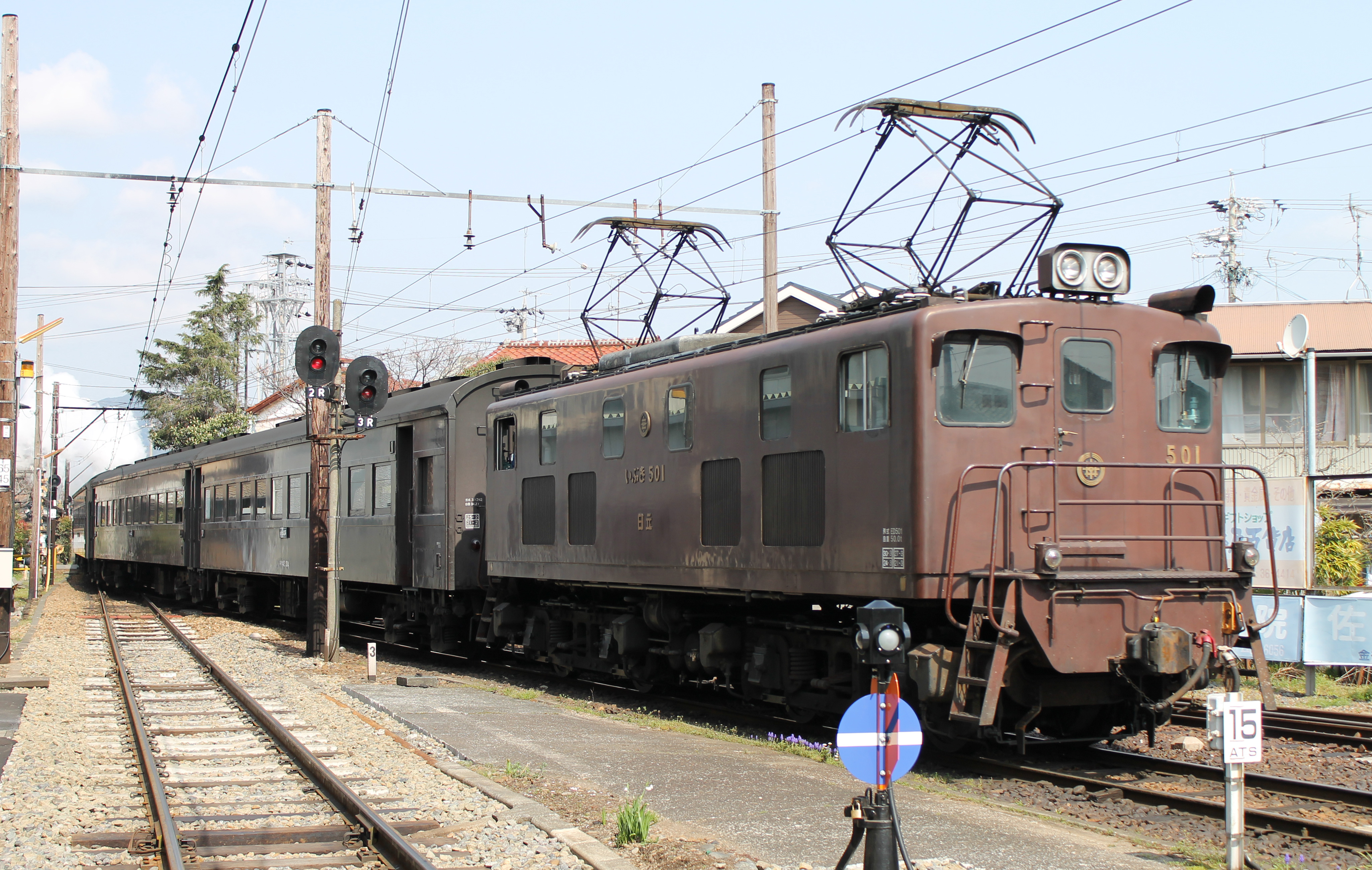
ED 500
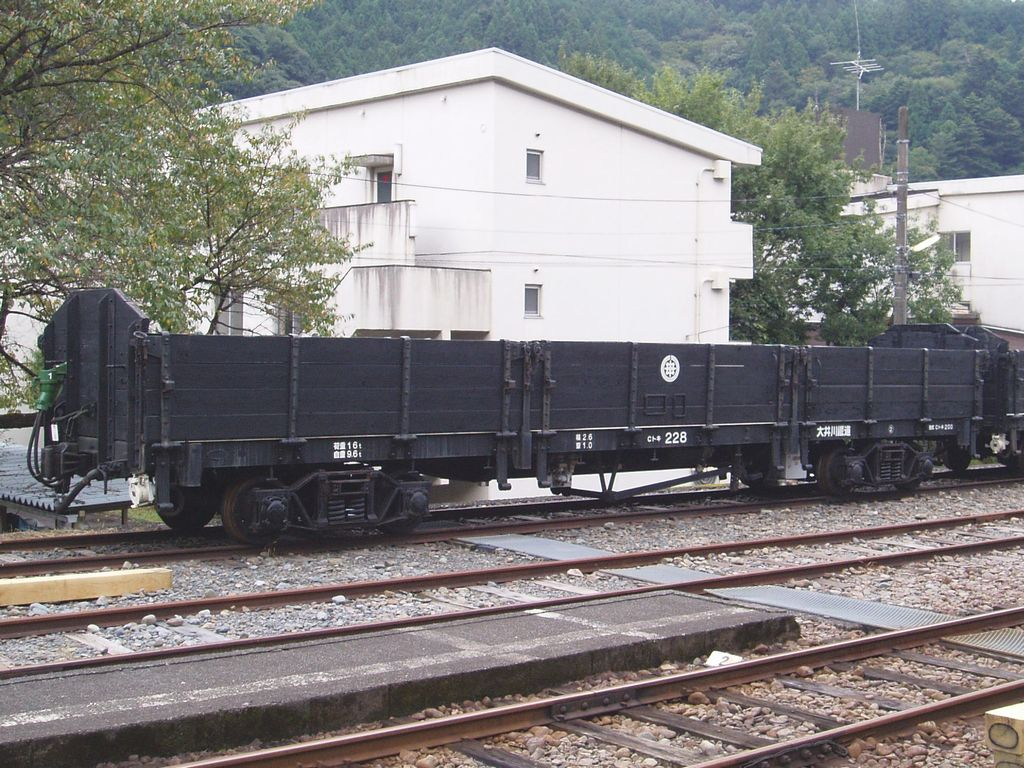
Güterwagen
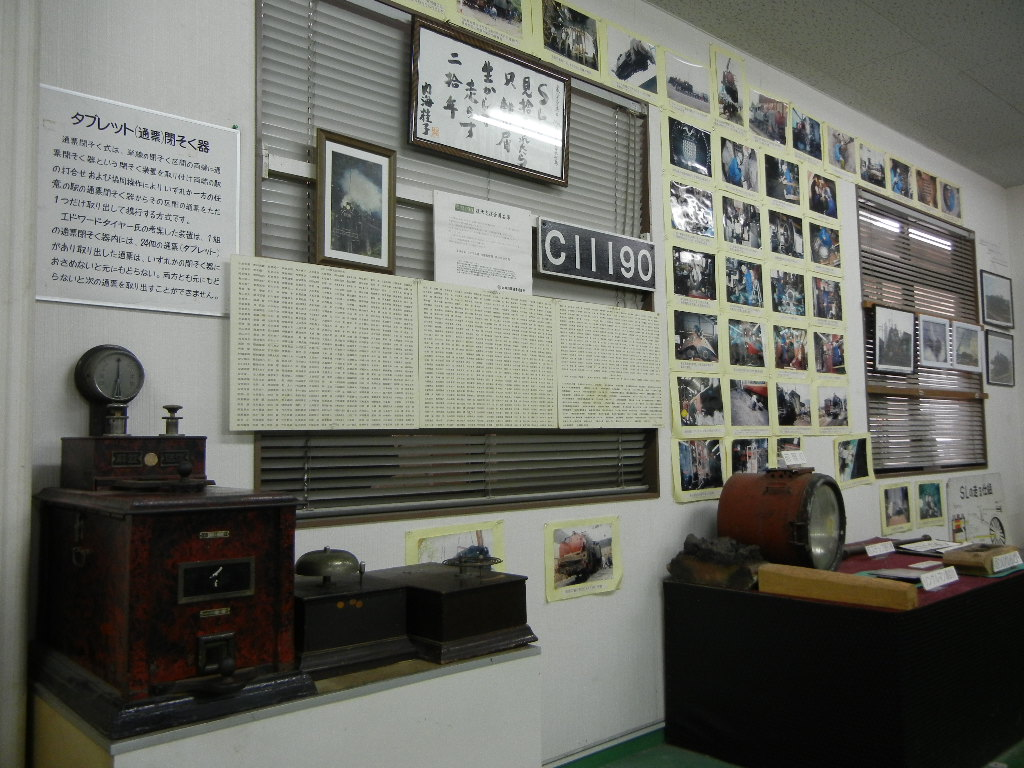
Eisenbahnmuseum

### Personenwagen
Die Daitetsu besitzt rund zwanzig Personenwagen aus der frühen Shōwa-Zeit, wobei die meisten einst im Dienst der Japanischen Staatsbahn standen und zu den Typen 35 und 47 gehören. Hinzu kommen auch mehrere Güterwagen.

## Geschichte
In früheren Zeiten waren die Einwohner des dünn besiedelten mittleren Teils des Ōi-Tals für Warentransporte auf Pferde oder Boote angewiesen. Am 10. März 1925 erfolgte die Gründung der Bahngesellschaft Ōigawa Tetsudō. Lokale Verkehrsbedürfnisse waren beim Bau der Ōigawa-Hauptlinie jedoch zweitrangig. Vor allem sollte der Transport von Arbeitern und Material zu den Baustellen mehrerer Talsperren und Wasserkraftwerke des Elektrizitätsunternehmens Ōigawa Denki (heute Chūbu Denryoku) erleichtert werden.
Der erste Streckenabschnitt von Kanaya nach Yokooka wurde am 10. Juni 1927 eröffnet. Weiter ging es am 1. Dezember 1929 nach Ieyama. In rascher Folge kamen weitere Abschnitte hinzu: Ieyama–Jina am 16. Juli 1930, Jina–Shiogō am 23. September 1930, Shiogō–Shimoizumi am 1. Februar 1931, Shimoizumi–Aobe am 12. April 1931 und schließlich Aobe–Senzu am 1. Dezember 1931. Während zu Beginn ausschließlich Züge mit Dampflokomotiven verkehrten, kamen ab Oktober 1930 von Diesellokomotiven gezogene Züge hinzu. Die kurze Zweigstrecke zur ersten Endstation Yokooka wurde am 2. Dezember 1931 stillgelegt.
Wenige Jahre nach dem Ende des Pazifikkriegs sollten am Ōi zahlreiche neue Wasserkraftprojekte ausgeführt werden. Da die Transportkapazität dafür nicht ausreichen würde, nahm die Daitetsu die Elektrifizierung der Bahnstrecke vor, die am 18. November 1949 abgeschlossen war. Sie führte zunächst Triebwagen für den Personenverkehr ein, ab August 1951 kamen auch Elektrolokomotiven für den Güterverkehr zum Einsatz. Die Geschäftsleitung erkannte frühzeitig, dass die Bedeutung des Personen- und Güterverkehrs abnehmen würde. Deshalb begann die Daitetsu am 9. Juli 1976, als erste japanische Bahngesellschaft überhaupt Sonderfahrten mit historischen Fahrzeugen durchzuführen. Der Güterverkehr endete am 1. Oktober 1983.

## Liste der Bahnhöfe

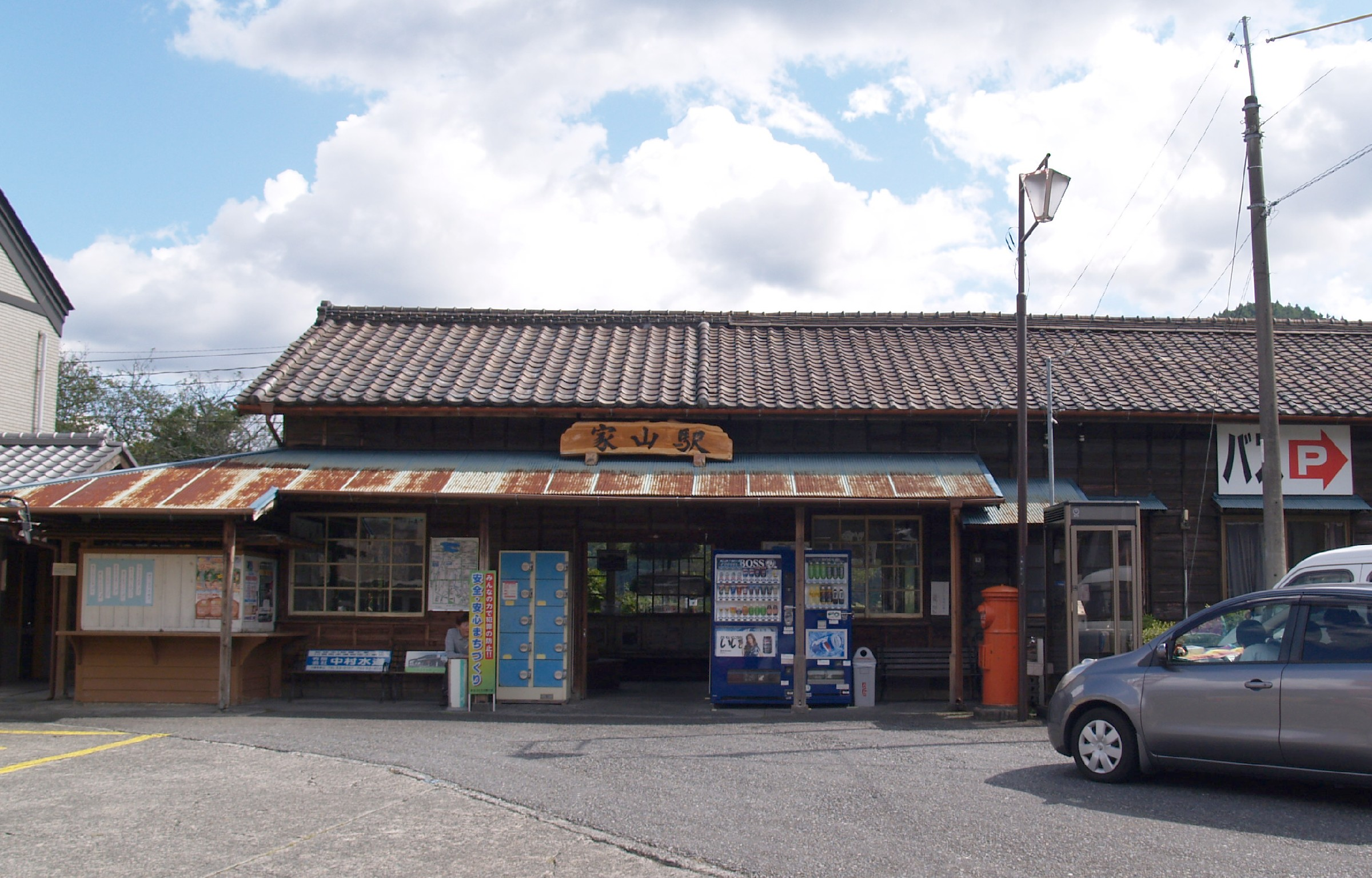
Bahnhof Ieyama

| Name                                  | km   | Anschlusslinien    | Lage   | Ort           |
| ------------------------------------- | ---- | ------------------ | ------ | ------------- |
| Kanaya (金谷)                         | 00,0 | Tōkaidō-Hauptlinie | Koord. | Shimada       |
| Shin-Kanaya (新金谷)                  | 02,3 |                    | Koord. | Shimada       |
| Daikanchō (代官町)                    | 03,8 |                    | Koord. | Shimada       |
| Higiri (日切)                         | 04,3 |                    | Koord. | Shimada       |
| Goka (五和)                           | 05,0 |                    | Koord. | Shimada       |
| Kamio (神尾)                          | 09,8 |                    | Koord. | Shimada       |
| Fukuyō (福用)                         | 12,3 |                    | Koord. | Shimada       |
| Owada (大和田)                        | 14,8 |                    | Koord. | Shimada       |
| Ieyama (家山)                         | 17,1 |                    | Koord. | Shimada       |
| Nukuri (抜里)                         | 18,8 |                    | Koord. | Shimada       |
| Kawaneonsen-Sasamado (川根温泉笹間渡) | 20,0 |                    | Koord. | Shimada       |
| Jina (地名)                           | 22,9 |                    | Koord. | Kawane-honchō |
| Shiogō (塩郷)                         | 24,3 |                    | Koord. | Kawane-honchō |
| Shimoizumi (下泉)                     | 27,4 |                    | Koord. | Kawane-honchō |
| Tanokuchi (田野口)                    | 31,0 |                    | Koord. | Kawane-honchō |
| Suruga-Tokuyama (駿河徳山)            | 34,1 |                    | Koord. | Kawane-honchō |
| Aobe (青部)                           | 36,1 |                    | Koord. | Kawane-honchō |
| Sakidaira (崎平)                      | 37,2 |                    | Koord. | Kawane-honchō |
| Senzu (千頭)                          | 39,5 | Ikawa-Linie        | Koord. | Kawane-honchō |